# Ідейні громади
Ідейна громада (англ. Intentional community) — цілеспрямовано створена місцева громада людей, задумана для тіснішої співпраці.
Члени ідейної громади зазвичай поділяють певні соціальні, політичні, релігійні або інші погляди, і часто ведуть альтернативний спосіб життя. Також у них можуть бути речі (ресурси) загального користування і спільна відповідальність.
Ідейні громади включають комуни, кохаузінгі, кібуци, житлово-земельні фонди та кооперативи, екопоселення, притулки ідейних сурвайвалістов (людей, які завчасно готуються до очікуваних ними катастроф). До них можна також віднести деякі релігійні громади: монастирі, скити, ашрами, релігійні сільськогосподарські комуни. Релігійне об'єднання можна вважати ідейної громадою в тому випадку, якщо її членів об'єднує не тільки релігія, але і спільне проживання та спільна праця. Зазвичай нові члени ідейної громади вибираються рішенням діючих членів.